# Козівка (струмок)
Козівка (пол. Kozówka) — струмок в Україні у Тернопільському районі Тернопільської області. Ліва притока річки Коропець (басейн Дністра).

## Опис
Довжина струмка приблизно 3,54 км, найкоротша відстань між витоком і гирлом — 2,89  км, коефіцієнт звивистості річки — 1,22 . Формується декількома струмками та загатами.

## Розташування
Бере початок на південно-західній стороні від села Олесине. Тече переважно на південний захід через лівнічно-західну околицю села Геленки і між селом Козівкою та селищем Козова впадає у річку Коропець, ліву притоку річки Дністра.

## Цікаві факти
- На лівому березі струмка пролягає автошлях Т 2018[2] (автомобільний шлях територіального значення в Тернопільській області. Проходить територією Зборівського та Козівського районів. З'єднує автошлях Н02 (поряд — місто Зборів) з дорогою М12 (E50, поряд — Козова). Загальна довжина — 26,7 км.).